# Pseudomyrmex simplex

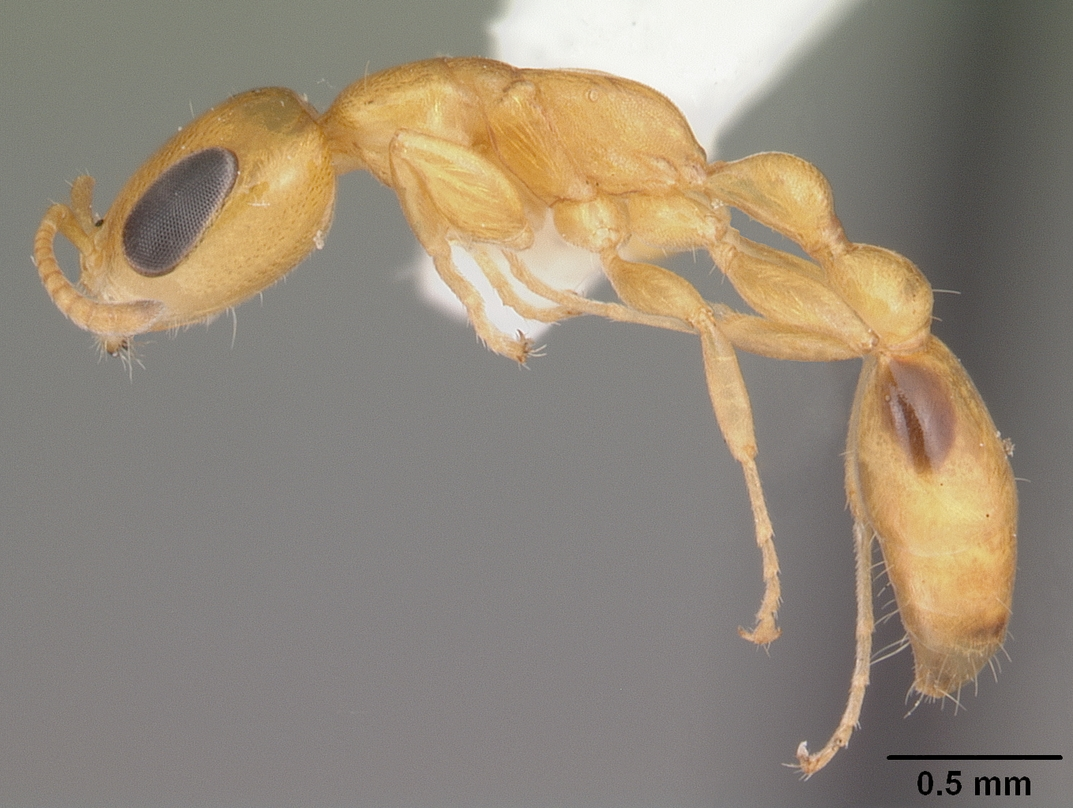

Pseudomyrmex simplex (лат.) — вид древесных муравьёв рода Pseudomyrmex из подсемейства Pseudomyrmecinae (Formicidae). Новый Свет.
Встречается в полых ветвях или лозах, но редко в стеблях злаковых трав, как многие другие муравьи этой группы. Видовое название simplex происходит от латинского, означающего «простой» или «одноцветный», что может быть ссылкой на единственное чёрное пятно по обе стороны от брюшка (выпуклая часть брюшка за стебельком) или отсутствие заметных щетинок на первом сегменте брюшка, которые есть у большинства других представителей рода Pseudomyrmex.

## Распространение
Южная Америка (в том числе, Бразилия, Колумбия, Перу, Эквадор), Центральная Америка (Коста-Рика, Панама, Пуэрто-Рико) и Северная Америка: США и Мексика.

## Описание
Муравьи мелкого размера желтовато-оранжевого цвета (длина тела около 3 мм). Длина головы рабочих (HL) 0,70 — 0,92 мм, ширина головы (HW) 0,55 — 0,74 мм. Средняя часть переднего края наличника прямая, латерально угловатая. Имеют относительно крупные глаза и сильное жало. Тело узкое, ноги короткие. Стебелёк между грудкой и брюшком состоит из двух узловидных члеников (петиоль и постпетиоль). Крылатые половые особи наблюдаются во Флориде в разные времена года (май, июнь, сентябрь).
Обычно имеет пару коричневато-чёрных пятен на брюшке. В северной части ареала (во Флориде) также имеет тенденцию быть в целом светлее, с гладкой, блестящей головой и блестящим первым сегментом брюшка, на котором отсутствует густое тонкое опушение, которое есть у других видов группы pallidus.

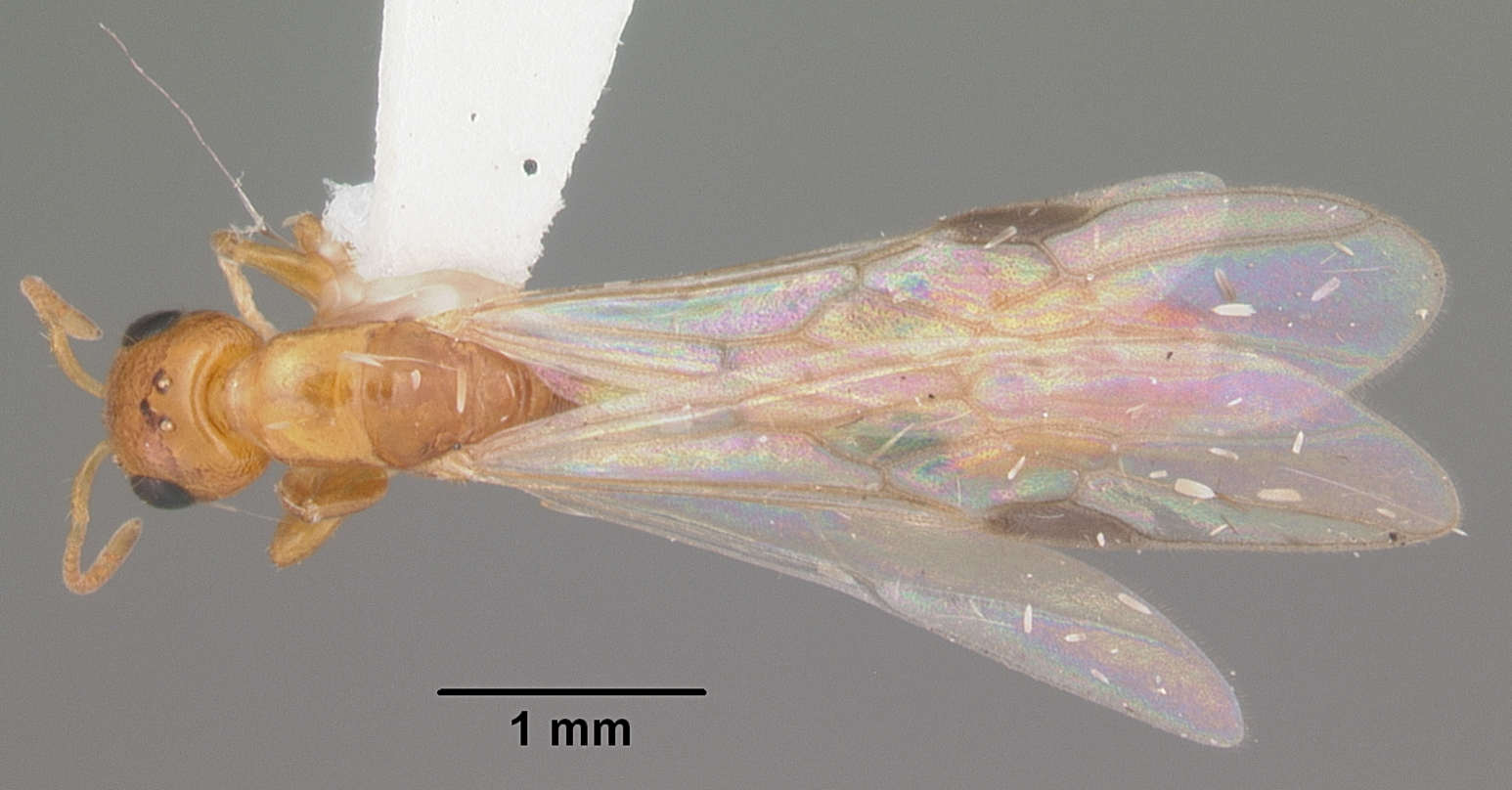
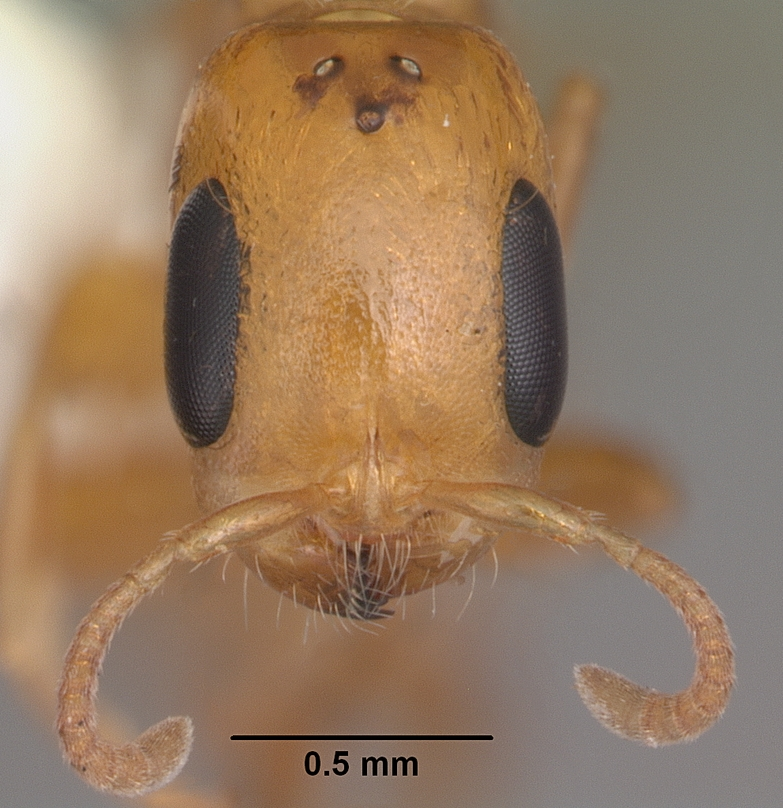
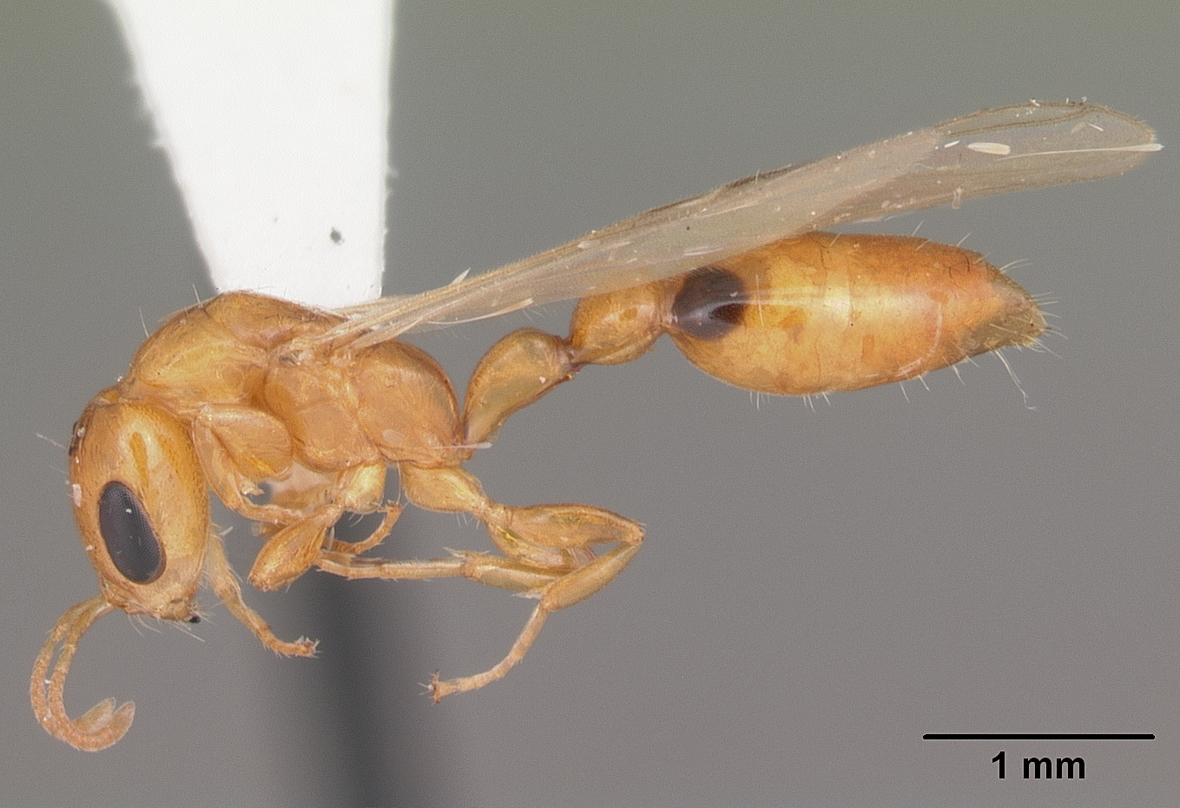
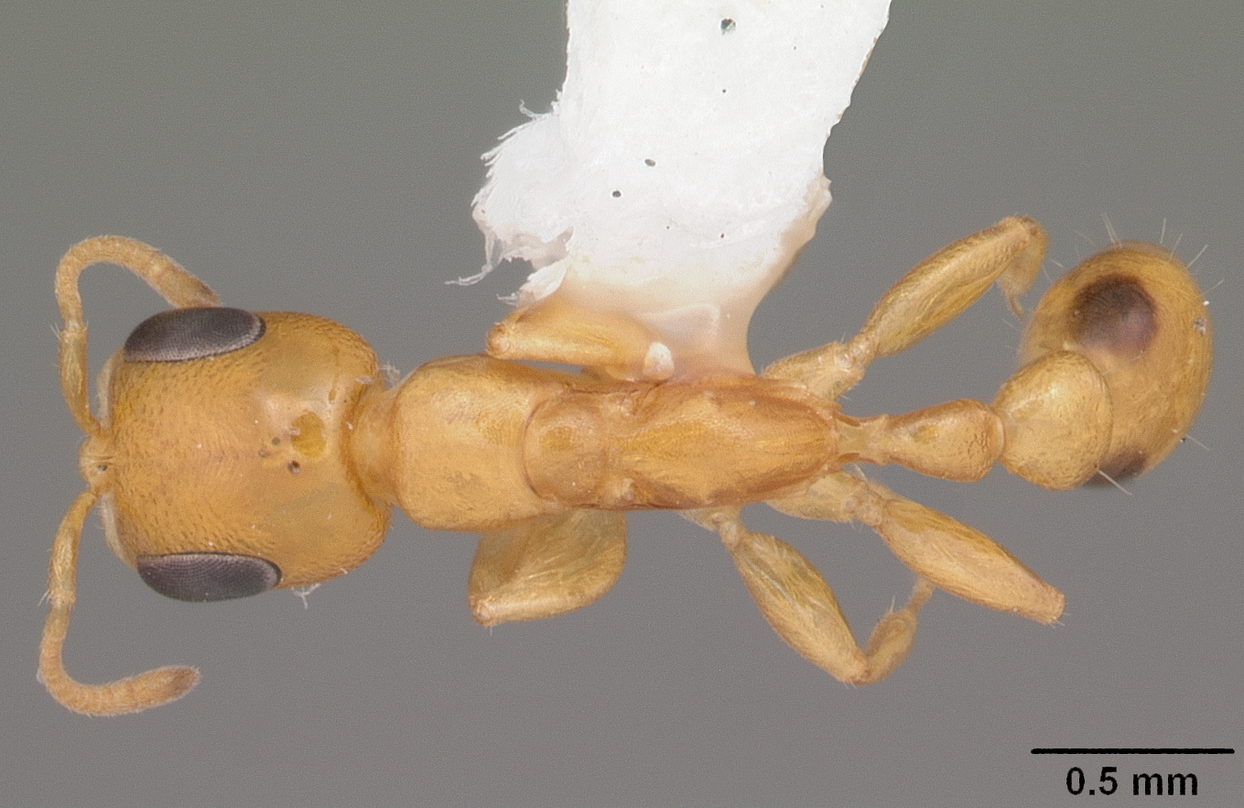

### Биология
Предпочитает гнездиться в мёртвых ветвях древесных кустарников или деревьев, а не в мёртвых стеблях травянистых растений, которые предпочитают другие виды из группы pallidus. Муравьи обычно избегают гнездиться в стеблях, которые начинают гнить или легко промокают под дождём, и предпочитают гнездиться в ветках с очень маленьким внутренним диаметром (примерно 2,2 мм ± 0,7 мм). Предполагают, что обитающие в стволах муравьи этой группы (такие как Pseudomyrmex simplex) могут предпочитать гнёзда с узким внутренним диаметром, потому что они обеспечивают защиту от обезвоживания и от более крупных агрессивных видов, которые могут попытаться вытеснить их со своих стеблей.
Конкретной информации о кормовых предпочтениях Pseudomyrmex simplex нет. Однако отмечается, что пищевые привычки взрослых особей подсемейства удивительно однородны, так как они всеядны и обычно питаются медвяной росой, мягкими тканями растений, грибами и мягкими тканями других насекомых. У взрослых особей есть особый процесс кормления личинок, который уникален для муравьёв этого подсемейства, но не известен больше нигде в семействе Formicidae. Взрослые муравьи берут пищу, которую они ранее собирали и хранили в своём инфрабуккальном (подщёчном) кармане, съедают часть её и откладывают оставшуюся часть высушенной пищевой «гранулы» (пеллеты) в сходный инфрабуккальный карман личинки, в их трофотилакс (увеличенный карман за ртом). У всех других муравьёв содержимое инфрабуккального кармана обычно выбрасывается.
Два или более вида в группе pallidus могут совместно встречаться в широко перекрывающемся множестве мест гнездования. Хотя они не делят отдельные гнёзда, их можно найти в непосредственной близости друг от друга, иногда на расстоянии всего нескольких метров. Большинство гнёзд Pseudomyrmex simplex не содержат маток, что указывает на то, что этот вид может быть полидомным (когда одна муравьиная колония занимает два или более пространственно разделённых гнезда).
Pseudomyrmex simplex является сопутствующим видом в качестве добычи для личинок хищной мухи-журчалки Rhopalosyrphus ramulorum (Syrphidae, Diptera), которые питаются муравьиным расплодом. Кроме того, Pseudomyrmex simplex является ассоциированным видом-хищником как свободно ползающих, так и поедающих плоды взрослых кофейных ягодных жуков Hypothenemus hampei (Curculionidae).

### Предпочитаемые растения
Живут в полостях живых деревьев и кустарников различных растений рода Baccharis halimifolia, Cladium jamaicense, Laguncularia racemosa, Metopium toxiferum, Nectandra coriacea; Carya floridana, Swietenia mahagoni, Anacardium, Ardisia revoluta, Avicennia germinans, Conocarpus erectus, Gliricidia sepium, Hibiscus tiliaceus, Terminalia catappa, с которыми находятся во взаимовыгодных отношениях.

## Экономическое значение
Исследования, проведённые Ларсеном и Филпоттом (2010) на кофейных плантациях в Мексике, показывают, что Pseudomyrmex simplex может быть эффективным хищником кофейного жука Hypothenemus hampei (Curculionidae, Coleoptera), который вгрызается в плоды кофе и повреждает их. Pseudomyrmex simplex функционирует как один из нескольких видов гнездящихся на ветках муравьёв, которые считаются важными природными агентами биологической борьбы с кофейным жуком. Кроме того, маленькое тонкое тело Pseudomyrmex simplex выгодно для биологической борьбы с этими вредителями, поскольку они могут пролезать и следовать за жуками в маленькие отверстия, в отличие от муравьёв с более крупным телом.

## Систематика
Вид был впервые описан в 1877 году английским энтомологом Фредериком Смитом (1805—1879), валидный статус подтверждён в 1980—1990-е годы в ходе ревизии американским энтомологом Филом Уардом (Ward, P. S.). Принадлежит к видовой группе pallidus species group (отличаются оранжево-коричневым цветом, мелкими размерами, вытянутой головой, коротким скапусом усиков); близок к видам Pseudomyrmex pallidus и Pseudomyrmex seminole.